# Francis Hagerup
George Francis Hagerup, född 22 januari 1853 i Horten, död 8 februari 1921 i Kristiania, var en norsk jurist och statsman (Høyre), son till Henrik Steffens Hagerup (1806-1859), bror till Henrik Steffens Hagerup (1840-1908).

## Biografi
Hagerup blev student från Trondheims skola 1870, studerade en tid medicin, övergick sedermera till juridiken och avlade 1876 juridisk examen. Med offentligt understöd studerade han 1877 romersk och modern förmögenhetsrätt i Tyskland och Frankrike, var sedermera ett år edsvuren fullmäktig på landet och blev 1879 universitetsstipendiat samt assessor i byretten. Sedan han 1885 tagit juris doktorsgraden, blev han samma år tillförordnad och 1887 ordinarie professor i den juridiska fakulteten. Samtidigt därmed hade han även säte i Høyesterett som extra ordinarie assessor och kallades 1901 till ledamot av civilprocesslagkommittén. 
Hagerup ägnade sig till en början främst åt förmögenhetsrätt och utgav Om kjøb og salg (1883; andra upplagan 1884), Om tradition som betingelse for overdragelse af eiendomsret til løsøre (1884, gradualavhandling), Bør grundbøgerne tillægges offentlig troværdighed? (1887) och Den norske panteret (1889; ny upplaga 1898). Som ordinarie professor ägnade han sig åt process- och straffrätt och utgav Den norske straffeproces paa grundlag af juryloven, almenfattelig fremstillet (1890), Om formuesindgreb og dokumentforbrydelser  (1891; andra upplagan 1898), Forelæsninger over den norske straffeproces (1892; ny upplaga I-II, 1904) och Forelæsninger over den norske civilproces (fyra delar, 1896; andra upplagan 1903). Han utgav och kommenterade "Lov om rettergangsmaaden i straffesager" (tillsammans med Bernhard Getz, 1889; andra upplagan 1890), "Straffeprocesloven" av 1 juli 1887 med förändringar av 4 april 1891 m.m. (1893) och "Almindelig borgerlig straffelov af 22 maj 1902 og lov om dens ikrafttræden af s.d." 
Hagerup var huvudredaktör för Tidsskrift for retsvidenskap från dess uppsättning (1888) och ordförande i Den norske kriminalistforening från dess stiftelse (1892) samt utgav förhandlingarna från dess sex möten. På kriminalrättens område representerade han den moderna reformrörelsen. Sedan Getz död intog han obestridligen första rummet i norsk lagfarenhet, och som ett erkännande av hans förtjänster särskilt på civilrättens område tilldelades honom 1907 A.S. Ørsteds prismedalj, en sällsynt utmärkelse.
Men Hagerup hade även en betydande politisk roll. Han tillhörde Emil Stangs andra ministär (2 maj 1893) och genomdrev som justitieminister (från 1894), att bestämmelse om villkorlig dom för mindre förbrytelser upptogs i strafflagen. Under unionskonflikten fick Stortingets dagordning av 7 juni 1895 ministären Stang till att avgå, och Hagerup bildade 14 oktober samma år en koalitionsministär. Unionsförhandlingarna ledde ej till önskat resultat, Hagerups ministär måste 18 februari 1898 lämna rum åt ett vänsterkabinett, och han återgick till universitetet. Sedan högern vid valen 1903 fått majoritet i Stortinget, trädde han 22 oktober samma år på nytt i spetsen för regeringen; men då unionskrisen tillspetsade sig, trädde han 11 mars 1905 tillbaka för ministären Michelsen-Løvland ("7 juni-ministären"). Han blev 1906 envoyé i Köpenhamn (Haag och Bryssel) och 1916 i Stockholm.
Hagerup var Norges representant i permanenta skiljedomstolen i Haag (sedan 1903) och vid andra fredskonferensen där (juni till oktober 1907), i vars förhandlingar han intog en synnerligen bemärkt plats och för vars resultat han lämnade redogörelse vid första nordiska interparlamentariska mötet i Köpenhamn (september 1907). Samma år blev han även medlem av norska Stortingets Nobelkommitté. Han var ledamot av Institut de droit international och ordförande för Norges delegation till Nationernas förbunds möte i Genève 1921, i vilken egenskap han nedlade ett mycket värdefullt arbete för organiserandet av dess fasta internationella domstol.
Diplomatbanan förkvävde ej hans vetenskapliga intressen och verksamhet. Han utgav nya upplagor av flera bland sina verk och författade, förutom ett stort antal uppsatser och anmälningar i "Tidsskrift for retsvidenskab", bland annat Civilprocessen paa grundlag af de nye love af 13 august 1915 (1915) samt Rätt och kultur i nittonde århundradet (1919). Vid Stockholms högskola höll han 1916 en serie föreläsningar, som 1918 utkom i tryck under titeln Inledning till studiet af straffrätt. Han blev ledamot av svenska Vetenskapsakademien 1915 och juris hedersdoktor 1900 i Uppsala och 1918 i Lund. Med Hagerup bortgick en av de främsta målsmännen för sammanhållningen i Norden; och såväl genom sitt redaktörskap i "Tidsskrift for retsvidenskab" som genom sina insatser i de nordiska juristmötena var han en sammanhållande kraft av rang även för Nordens jurister.